# Штоф (одиниця об'єму)

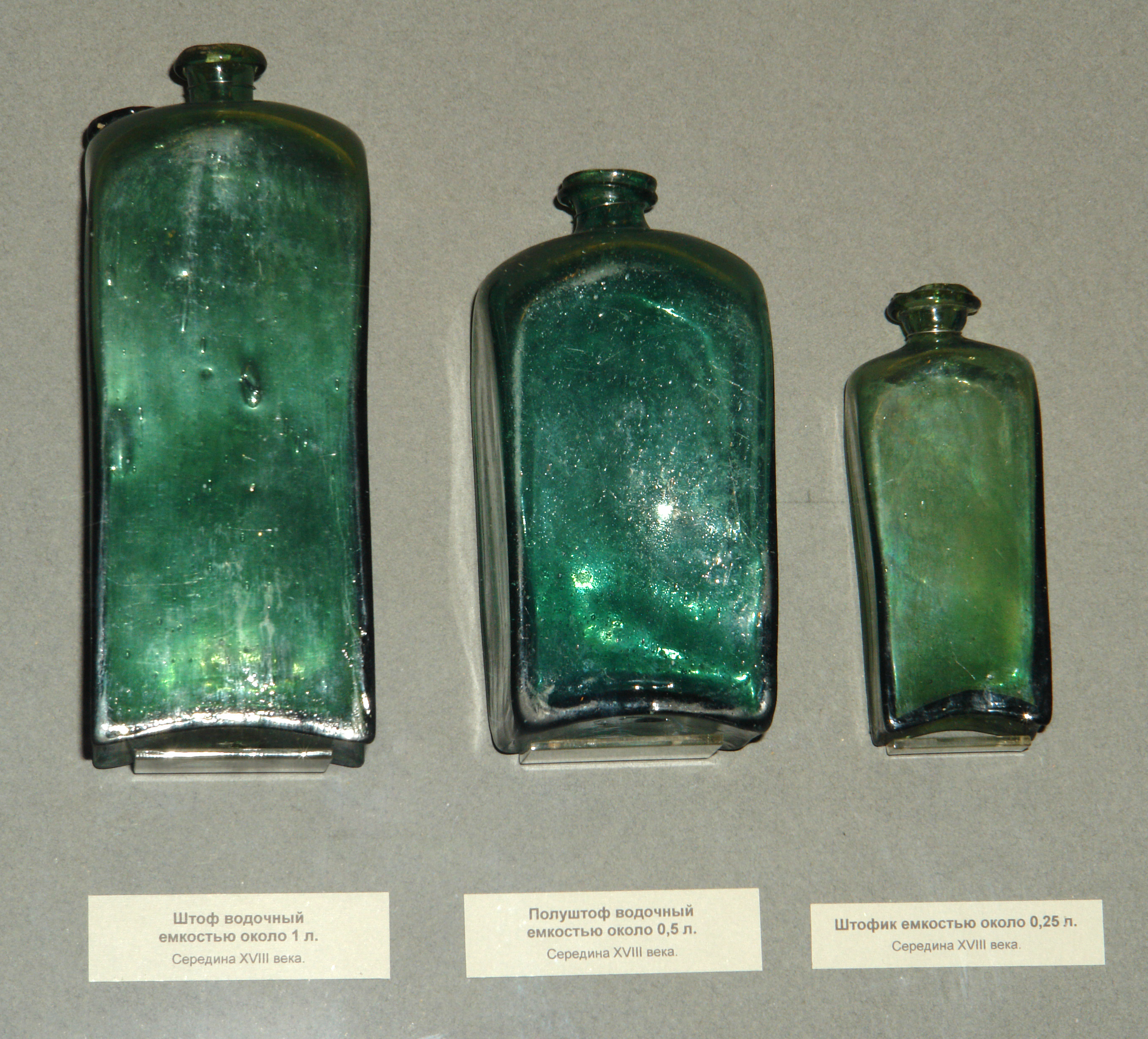
Горілчані штоф, півштоф і штофик, XVIII ст.
Музей води, Санкт-Петербург

Штоф (нім. Stof — «великий келих, чаша») — російська одиниця вимірювання об'єму рідини, що застосовувалася до введення метричної системи мір. Використовувалася, як правило, за вимірювання кількості вино-горілчаних напоїв.
1 штоф = 1/10 (або 1/8) відра = 10 чаркам = 1,2299 л.
Крім звичайного (десятирикового) штофу існував також осьмериковий штоф, який дорівнював 1/8 відра (двом горілчаним пляшкам), тобто 1,537375 літрам.
Хоча десятириковий штоф містить в собі 10 чарок, а осьмериковий — 12,5, в словнику Даля (схоже, помилково) зазначено, що в десятириковому штофі 12 чарок, а в осьмериковому — 16.

## Штоф як посудина
Штофом також називалася посудина для міцних спиртних напоїв, місткістю в один штоф (десятириковий або осьмериковий). Зазвичай штофи виготовлялися із зеленого скла і мали приосадкувату, чотиригранну форму з короткою шийкою, яка закривалася корком.